# NGC 2907
NGC 2907 est une galaxie spirale située dans la constellation de l'Hydre. NGC 2907 a été découverte par l'astronome germano-britannique William Herschel en 1785.

## Caractéristiques
Sa vitesse par rapport au fond diffus cosmologique est de 2 422 ± 25 km/s, ce qui correspond à une distance de Hubble de 35,7 ± 2,5 Mpc (∼116 millions d'al).
À ce jour, une mesure non basée sur le décalage vers le rouge (redshift) donne une distance d'environ 28,200 Mpc (∼92 millions d'al). Cette valeur est à l'extérieur mais compatible avec les valeurs de la distance de Hubble. Notons cependant que c'est avec la valeur moyenne des mesures indépendantes, lorsqu'elles existent, que la base de données NASA/IPAC calcule le diamètre d'une galaxie et qu'en conséquence le diamètre de NGC 2907 pourrait être d'environ 20,3 kpc (∼66 200 al) si on utilisait la distance de Hubble pour le calculer.
La classe de luminosité de NGC 2907 est I et elle présente une large raie HI. De plus, c'est possiblement une galaxie LINER, c'est-à-dire une galaxie dont le noyau présente un spectre d'émission caractérisé par de larges raies d'atomes faiblement ionisés.

## Groupe de NGC 2907
NGC 2907 est la plus grosse et la plus brillante galaxie d'un petit groupe d'au moins trois membres qui porte son nom. Les deux autres galaxies du groupe de NGC 2907 sont MCG -3-25-1 et MCG -3-25-4.